# Gran Sassotunnel

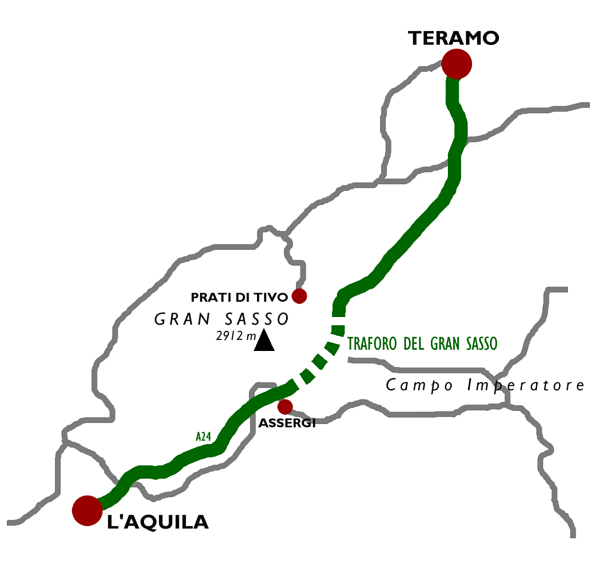
Ligging van de Gran Sassotunnel

De Italiaanse Gran Sassotunnel (Italiaans: Traforo del Gran Sasso) is een tunnel in de Apennijnen die de Abruzzese steden L'Aquila en Teramo met elkaar verbindt. De tunnel maakt deel uit van de snelweg A24 van Rome naar Teramo en bevindt zich onder het massief van de Gran Sasso.
De tunnel heeft een lengte van 10.176 meter en bestaat uit twee buizen. Met de bouw werd een begin gemaakt in 1968. In 1984 werd de eerste buis vrijgegeven voor verkeer, negen jaar later de tweede buis. Behalve aan doorgaand verkeer geeft de tunnel ook toegang tot de Laboratori Nazionali del Gran Sasso, een laboratoriumcomplex dat tot de grootste ter wereld gerekend mag worden. De plannen om voor dit complex een aparte, derde tunnelbuis aan te leggen stuiten op veel verzet van de lokale bevolking. 